# Manuscripta
Manuscripta was een jaarlijkse eendaags festival, georganiseerd door het boekenvak (de gezamenlijke uitgevers en boekverkopers, voor promotionele doeleinden verenigd in de CPNB), ter wille van de presentatie van het nieuwe boekenaanbod en het boekenseizoen aan het publiek.
Manuscripta vond sinds 2007 tot 2016 plaats in september, aan het begin van het boekenseizoen. Tot dan toe hadden de uitgeverijen hun boeken wel steeds aan de boekhandel (hun directe afzetkanaal) en aan de media (Vers voor de Pers) gepresenteerd, maar Manuscripta voorziet voor het eerst in een geregelde, rechtstreekse presentatie aan het publiek, de lezer dus. Nieuwe boeken kunnen er worden bekeken en doorgebladerd, men kan er auteurs ontmoeten, er worden nieuwtjes rondom het boek gepresenteerd en er wordt gelezen en vóórgelezen. Tot 2014 vond Manuscripta plaats in Amsterdam. Eerst als meerdaags evenement op het voormalige Westergasfabriekterrein. In 2013 op het terrein van de Uitmarkt. In 2014 in en rondom het stadhuis van Utrecht tijdens het Utrechts Uitfeest. in 2015 vond Manuscripta in Zwolle plaats tijdens het Stadsfestival Zwolle. In 2016 keerde Manuscripta terug naar Amsterdam. Het vond plaats op de IJpromenade tegenover Amsterdam CS als onderdeel van de Boekenparade IJpromenade. 

## Boekenseizoen
De winter is traditioneel de tijd dat mensen (weer) zin krijgen om te lezen. Uitgevers, zeker die van literaire fictie, het segment dat het meest tot de verbeelding spreekt, passen hun uitgeef"seizoen" hierop aan en komen juist dan met hun nieuwe titels ("nieuw fonds", frontlist). Ter voorbereiding daarop kwamen uitgevers steevast in september/oktober met hun zogenaamde najaarsaanbieding voor de boekhandel, van oudsher van eminent belang voor de branche vanwege de op handen zijnde cadeaumaand december. Manuscripta was voor hen dus een welkome, direct publieksgerichte aanvulling op de promotionele activiteiten van dit belangrijke boekenseizoen.

## Andere promotionele activiteiten
Naast de najaarsaanbieding is er nog een voorjaarsaanbieding, die echter naar omvang en naar belang van de aangeboden titels niet in de schaduw kan staan van de najaarsaanbieding. 